# BRM-1

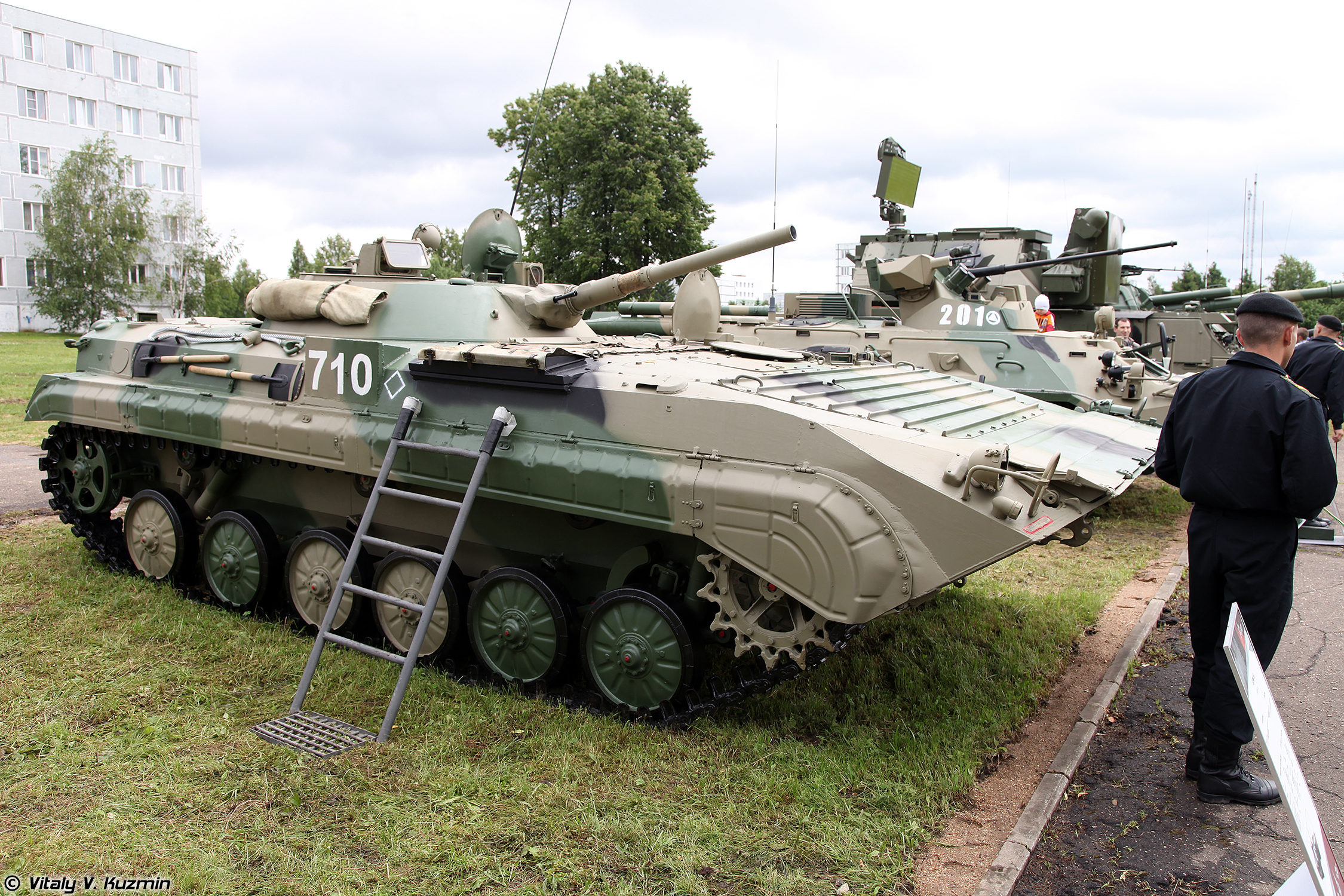
BRM-1K

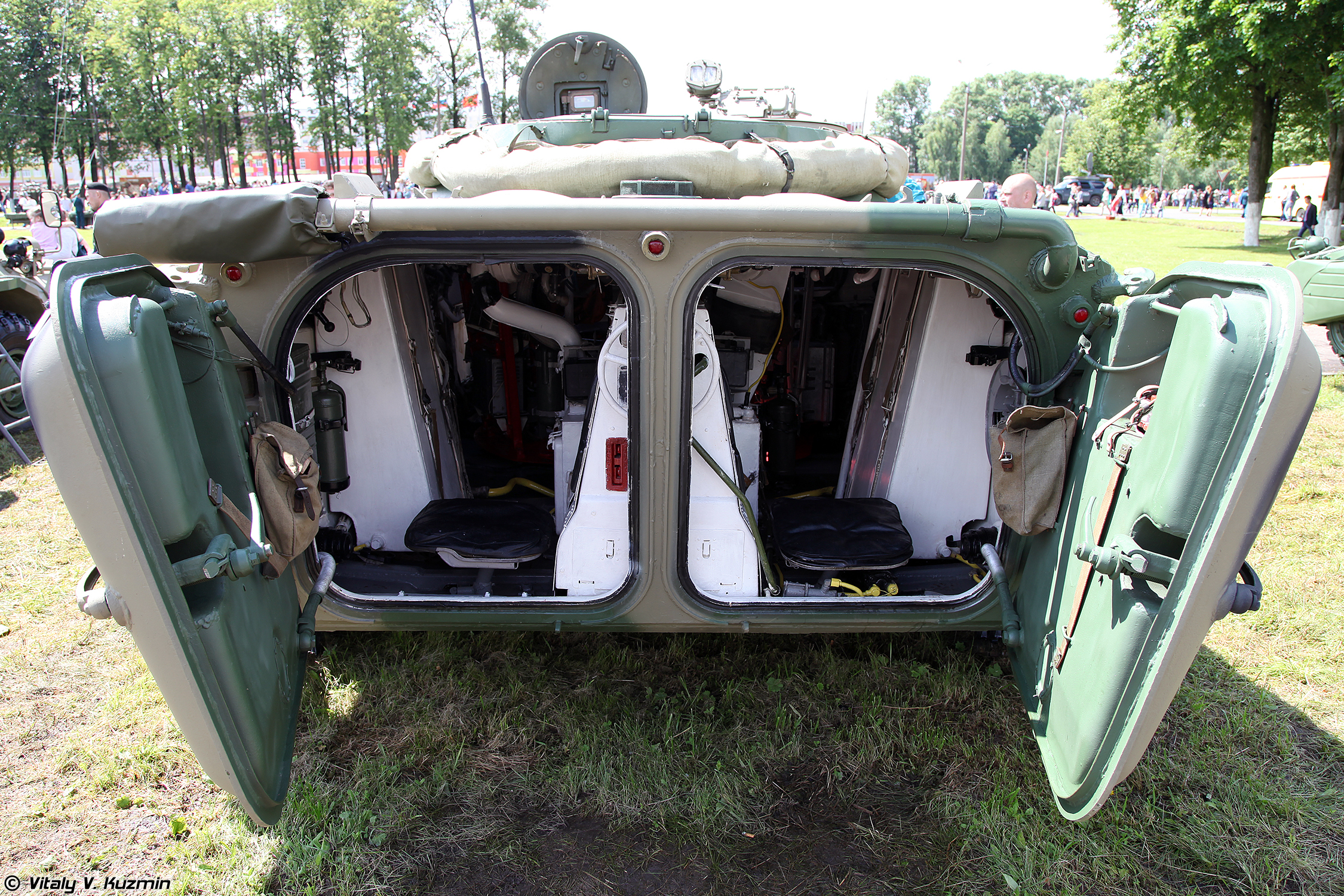
Widok przedziału zwiadowców

BRM-1 (ros. БРМ-1) – radziecki bojowy wóz rozpoznawczy wprowadzony do uzbrojenia na początku lat 70. XX wieku. W wersji BRM-1K podstawowy bwr Armii Radzieckiej, a później rosyjskiej. Znajduje się także na uzbrojeniu Wojska Polskiego pod oznaczeniem BWR-1D.

## Historia
Pod koniec lat 60. XX wieku podstawowymi pojazdami pododdziałów rozpoznawczych Armii Radzieckiej były transportery opancerzone BTR-40, opancerzone samochody rozpoznawcze BRDM-1 i czołgi lekkie PT-76. Wozy te nie posiadały żadnego specjalistycznego wyposażenia rozpoznawczego, a typowym sposobem wykonywania przez nie zadań było tzw. rozpoznanie walką.
Pojawienie się pod koniec lat 60. nowych środków obserwacji i rozpoznania (radary, dalmierze laserowe, noktowizory) sprawiło, że konieczne stało się opracowanie nowego wozu bojowego mogącego przenosić tego rodzaju wyposażenie specjalistyczne. W ZSRR postanowiono w tym celu wykorzystać podwozie bwp BMP-1. Na przełomie lat 60. i 70. w biurze projektowym Czelabińskiej Fabryki Traktorów rozpoczęto projektowanie nowego pojazdu. Dość szybko prace projektowe przeniesiono do Kurgańskich Zakładów Mechanicznych, w których produkowany był BMP-1.
Na początku lat 70. do uzbrojenia wprowadzono BRM-1. Nowy pojazd od BMP-1 odróżniał się głównie znacznie większą, dwuosobową wieżą. W wieży znajdowała się, podobnie jak w przypadku BMP-1, armata 2A28 Grom kalibru 73 mm sprzężona z karabinem maszynowym PKT. Większość wozów była pozbawiona wyrzutni ppk.
Załoga BRM-1 składała się z sześciu osób. W przedziale kierowania miejsca zajmowali kierowca i operator aparatury nawigacyjnej TNA-1, w wieży dowódca i działonowy, w przedziale tylnym 2 zwiadowców. Dowódca posiadał przyrząd obserwacyjny z dalmierzem laserowym DKRM-1. Wzbogacono znacznie wyposażenie radiowe. Oprócz standardowej radiostacji R-123M, pojazd wyposażony był radiostację krótkofalową R-130 i przenośną UKF R-148.
BRM-1 był prawdopodobnie konstrukcją przejściową, wprowadzoną do uzbrojenia przejściowo, do momentu opracowania docelowej wersji. Takim pojazdem stał się wprowadzony do uzbrojenia w 1972 roku pojazd, który w fazie projektowania nazywany był Obiekt 676. Nowy wóz zaczęto produkować w 1973 roku. Egzemplarze seryjne nosiły nazwę BWR-1K (K w nazwie było skrótem od komandirskaja). Nowe wozy pełniły początkowo funkcję wozów dowódczych w pododdziałach rozpoznawczych, później stare BRM-1 wycofano lub zmodernizowano do wersji BRM-1K. Nowe wozy miały powiększoną wieżę w której zamocowano stację radiolokacyjną PSNR-5K. Montaż radaru i innego nowego wyposażenia spowodował zubożenie uzbrojenia. Wszystkie BRM-1K nie posiadają wyrzutni ppk, i mają zmniejszony zapas amunicji do innego uzbrojenia. Było to możliwe ponieważ zakładano, że BRM-1K będą działały w mieszanym ugrupowaniu z BMP-1, które zapewnią im osłonę. Same BRM-1K miały w miarę możliwości unikać walki.
Władze Związku Radzieckiego długo nie wyrażały zgody na eksport BWR-1K do innych państw Układu Warszawskiego. Dopiero w drugiej połowie lat 80. zezwolono na sprzedaż dla armii polskiej, czechosłowackiej i wschodnioniemieckiej. Dostawy dla Wojska Polskiego (22 sztuki) i Czechosłowackiej Armii ludowej (15 sztuk) rozpoczęły się w 1987 roku. 12 wozów przeznaczonych dla Narodowej Armii Ludowej NRD dostarczono po 1988 roku.
W Wojsku Polskim BRM-1K otrzymał oznaczenie BWR-1D (bojowy wóz rozpoznawczy-1 dowódczy). Otrzymane wozy weszły do wyposażenia batalionów rozpoznawczych dywizji zmechanizowanych Pomorskiego i Śląskiego Okręgu Wojskowego.
Do końca lat 80. wyprodukowano ok. 2000 sztuk BRM-1K. Później rozpoczęto produkcję BRM-3 Ryś, ale zamówiono ich niewiele i BRM-1K nadal pozostaje podstawowym bwr armii rosyjskiej. W Wojsku Polskim używany jest obok BRM-1K inny bwr – czeski BPzV (polskie oznaczenie BWR-1S).
W 2017 roku zlecono remont połączony z kompleksową modernizacją wyposażenia trzech polskich BWR-1D, według wzoru opracowanego przez Wojskowe Zakłady Motoryzacyjne wraz z Wojskowymi Zakładami Łączności Nr 2. Modernizacja doprowadza pojazdy do wymogów współczesnego pola walki i obejmuje m.in. wymianę stacji radiolokacyjnej na amerykańską Hawk (V)2E, wymianę dalmierza laserowego na głowicę optoelektroniczną ZIG-T-2R firmy Etronika umieszczoną na wieży, wyposażoną w termowizor, dwie kamery TV i dalmierz laserowy, a także wymianę radiostacji, telefonu wewnętrznego, systemu nawigacji, przyrządów obserwacyjnych i dodanie systemu samoosłony SSP-1N Obra-3. Powiększono też pojemność zbiorników paliwa w drzwiach tylnych. Prototyp zmodernizowanego pojazdu został zaprezentowany w 2018 roku. W 2021 roku zlecono modernizację dalszych łącznie 18 wozów BWR-1D i BWR-1S – do 2023 roku zmodernizowane ma być 10 BWR-1D. 

## Opis
BRM-1 jest pływającym opancerzonym, gąsienicowym wozem bojowym, wyposażonym w specjalistyczne środki przeznaczone do prowadzenia rozpoznania.
Załogę BRM-1 tworzy dowódca, działonowy, kierowca, operator aparatury nawigacyjnej, zwiadowca-saper i zwiadowca-chemik. Kierowca i operator aparatury nawigacyjnej zajmują miejsce w przedziale kierowania (jeden za drugim), działonowy i dowódca w wieży, a zwiadowcy w tylnej części pojazdu.
Kadłub BRM-1 tworzy sztywną skrzynię zespawaną ze stalowych blach o grubości 6 – 26 mm. Część przednią tworzą dwie pochylone płyty pancerne zapewniające bezpieczeństwo przed ostrzałem pociskami pełnokalibrowymi o kalibrze do 25 mm. Boczne płyty pancerza chronią przed ostrzałem pociskami kalibru 7,62 mm i odłamkami.
W przedniej części kadłuba znajdują się przedziały kierowania i napędowy z silnikiem UTD-20. W środkowej przedział bojowy z wieżą, a w tylnej przedział desantu.
W przedziale napędowym umieszczony jest silnik i układ przeniesienia mocy. Napęd BRM-1 stanowi 6-cylindrowy, czterosuwowy, wysokoprężny, niedoładowany, chłodzony cieczą silnik UTD-20. Jest on zbudowany w układzie V i posiada pojemność 15 800 cm3. Moc przy 2600 obr./min wynosi 300 KM. Moc z silnika na koła napędowe jest przenoszona przy pomocy sterowanego mechanicznie i hydraulicznie mechanicznego układu przeniesienia mocy. Mechanizm przenoszenia mocy umożliwia ruch wozu do tyłu, hamowanie oraz skręcanie. Skrzynia biegów pięciobiegowa (pięć biegów do przodu + wsteczny). Łączny zapas paliwa wynosi 462 dm³.
BRM-1 posiada zawieszenie niezależne na wałkach skrętnych. Każde z 12 kół jezdnych jest połączone za pomocą wahacza z wałkiem skrętnym. Wahacze pierwszej i ostatniej pary kół nośnych są dodatkowo zamocowane do teleskopowych amortyzatorów hydraulicznych dwustronnego działania. Napęd z silnika jest przekazywany na znajdujące się w przedniej części pojazdu koła napędowe. Z tyłu pojazdu znajdują się koła napinające. Pojazd posiada dwie gąsienice, każda składa się z 84 ogniw.
W przedziale kierowania stanowiska mają kierowca i operator aparatury nawigacyjnej. Kierowca obserwuje teren przed wozem za pomocą czterech peryskopów TNPO-170A umieszczonych wokół włazu i zapewniających obserwację w sektorze 197°. Środkowy peryskop może być zamieniony na peryskop podnoszony TNPO-350B zapewniający obserwację przy podniesionym falochronie, lub peryskop nocny TWNE-1PA (lub TWNO-2) o polu widzenia 35° zapewniający obserwację na odległość 60–100 m. Użycie peryskopu nocnego wymaga oświetlenia terenu przed bwr reflektorem podczerwieni PG-125.
Operator aparatury nawigacyjnej dysponuje peryskopem TNPK-250A o powiększeniu 8x i polu widzenia 35°, dzięki możliwości częściowego obrotu uzyskano pole widzenia 135°. Operator obsługuje aparaturę nawigacyjną TNA-1 Kwadrat (lub nowszą TNA-3).
W środkowej części pojazdu znajduje się przedział bojowy z wieżą obrotową. Wieża pancerna ma kształt stożka ściętego. W wieży znajduje się zasadnicze uzbrojenie wozu: 73 mm armata 2A28 Grom i sprzężony z nią karabin maszynowy PKT. Uzbrojenie nie jest stabilizowane. Na bokach wieży zamocowane są 2 trzylufowe wyrzutnie granatów dymnych 902W Tucza. W tylnej części wieży w specjalnym przedziale znajduje się stacja radiolokacyjna pola walki PSNR-5K. Wewnątrz wieży znajduje się stanowiska działonowego i dowódcy. Dowódca obsługuje przyrząd obserwacyjny DKRM-1.
Armata 2A28 jest ładowana ręcznie. Zapas amunicji to dwadzieścia naboi. Stosowane są naboje PG-15W (przeciwpancerne) i OG-15W (odłamkowe). Jednostka ognia do km PKT wynosi 2000 sztuk.
Do celowania służy działonowemu dzienno-nocny celownik 1PN22M2, a obserwację poza polem widzenia celownika zapewniają peryskopy TNPO-170A. Dowódca dysponuje dzienno-nocnym przyrządem obserwacyjnym z rubinowym dalmierzem laserowym DKRM-1 (1D8). Zapewnia on obserwację i pomiar odległości w zakresie 300 do 8000 m (w nocy do 400 m). Pole widzenia DKRZ-1 wynosi 8°, powiększenie dzienne 10x, nocne 3,5x, kąt obserwacji w pionie od -10,2 do 20,4°. W poziomie dzięki zamocowaniu DKRM-1 do obrotowego włazu dowódcy kąt obserwacji jest równy 360°. Kanał nocny DKRM-1 oparty jest na wzmacniaczu światła szczątkowego I generacji. Dodatkowo dowódca dysponuje dwoma peryskopami TNPO-170A zamocowanymi także na pokrywie włazu po obu stronach DKRM-1. Łączny kąt widzenia uzyskiwany dzięki tym trzem przyrządom (bez obrotu pokrywy) wynosi 134°.
Podstawowym urządzeniem rozpoznawczym BRM-1K jest radiolokacyjna stacja obserwacji pola walki PSNR-5K (1RL-133-I). Dzięki niej możliwa jest obserwacja pojazdów o prędkości 2–110 km/h z odległości do 15 km i grup żołnierzy z odległości do 6 km. Urządzenie nadawczo odbiorcze stacji PSNR-5K może być odłączane od wieży i montowane w maksymalnej odległości 25 m (odległość limitowana długością kabli łączących antenę z aparaturą zamontowaną w wieży).
W skład wyposażenia rozpoznawczego wchodzą także urządzenia przenośne przewożone wewnątrz wozu. Są to między innymi radiotechniczne urządzenie rozpoznania środków radiolokacyjnych ERRS-1, lornetka termowizyjna, wykrywacz min IMP-1, przyrząd rozpoznania skażeń WPChR. ERRS-1 umożliwia wykrycie i identyfikację stacji radiolokacyjnych z odległości do 60 km.
BRM-1 jest wyposażony w radiostacje R-130MT, R-123M oraz przenośną plecakową R-148. Radiostacja krótkofalowa R-130MT posiada zasięg maksymalny podczas ruchu pojazdu 50 km. W czasie postoju dzięki rozstawieniu teleskopowego masztu zasięg można zwiększyć do 350 km. R-123M jest standardowym środkiem łączności pomiędzy pojazdami pancernymi i ma zasięg 20–40 km. Radiostacja R-148 zapewnia łączność pomiędzy zwiadowcami operującymi poza wozem a wozem zwiadowczym.